# (3975) Verdi
(3975) Verdi (1982 UR3) – planetoida z pasa głównego asteroid okrążająca Słońce w ciągu 4,94 lat w średniej odległości 2,9 j.a. Została odkryta 19 października 1982 roku przez Freimuta Börngena. Nazwa planetoidy została nadana na cześć Giuseppe Verdiego, włoskiego kompozytora. Planetoida należy do rodziny planetoidy Koronis.